# Agroturistika
Agroturistika je způsob trávení volného času, jde o turistiku, v typických venkovských podmínkách, někdy i spojenou s dobrovolnou, neplacenou prací v zemědělství (která může být spojena s pokrytím části nákladů na pobyt) nebo napodobováním tradičních (nebo současných) venkovských prací a zvyků. Smyslem je poznání života zemědělců a venkova, blízký kontakt s zvířaty (např. jízda na koni), zemědělskými plodinami, zlepšení vztahu k půdě, posílení vlasteneckých pocitů – sounáležitosti s kořeny národa, obyvateli venkova, poznání jejich každodenní dřiny apod. Podílí se na udržování a rozšiřování kulturních a sociálních tradic. Ekoturistika, návštěva vinařských sklípků spojená s prohlídkou vinic, výroby vína a jeho konzumací lze považovat také za agroturistiku.

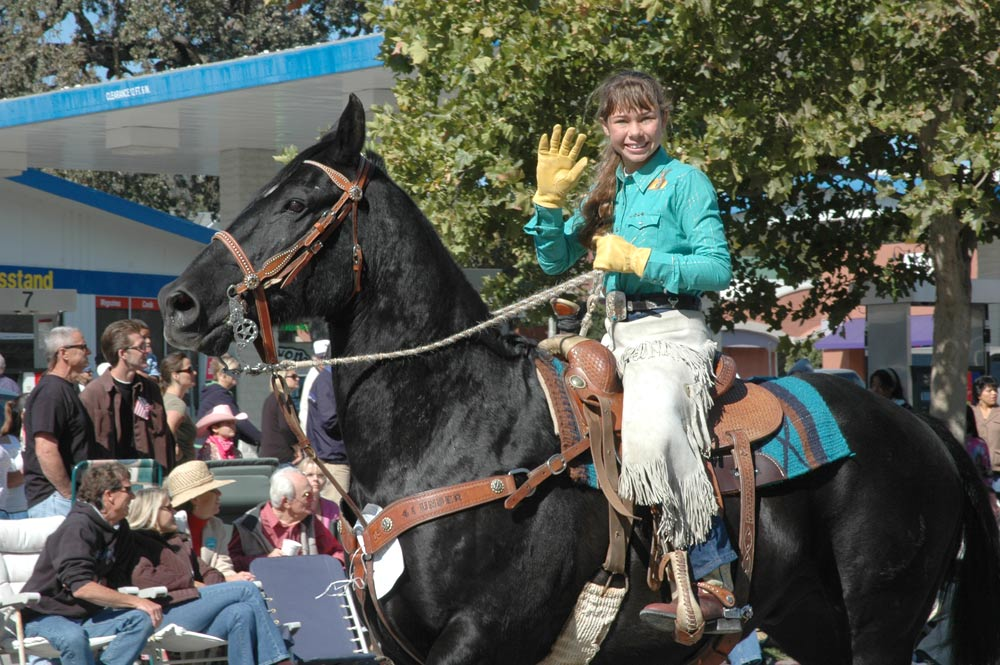
Agroturistika v Kalifornii (USA)

## Historie
Volně navazuje na tradice padesátých let, kdy pracující inteligence jezdila (někdy i dobrovolně) pomáhat sklízet úrodu, nebo těžit uhlí a sedmdesátých a osmdesátých let, kdy studenti jezdili sklízet chmel a poznávat zemědělství. Extrémním příkladem agroturistiky je Čína, kdy studenti devastující města projevy levicového extremismu odjeli dobrovolně, nebo povinně dočasně pomáhat do zaostalého zemědělství jako součást kulturní revoluce. Agroturistika může být spojena s projížďkami na koních a péčí o ně. Základy agroturistiky položila změna lidského smýšlení v období 19. století, zejména romantismus a romantizování venkova.

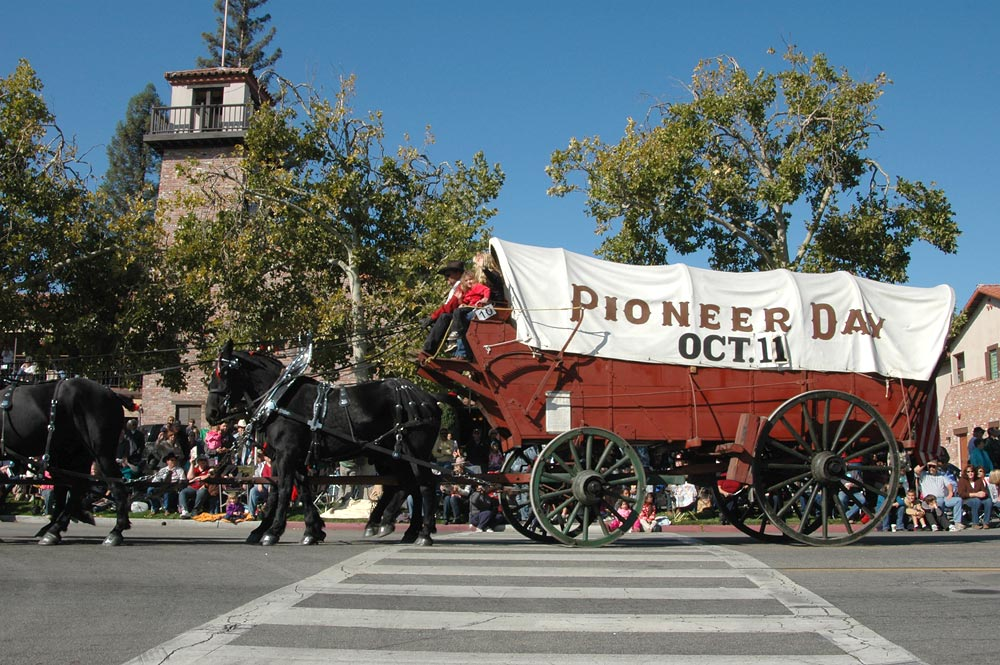
Agroturistika v Kalifornii (USA)

## Druhy
- Agroturistika na rodinné farmě: Turisté se někdy zúčastňují i hospodářských prací – např. sušení sena, vybírání brambor, sbírání jahod apod.

- Agroturistika provozovaná zemědělskými podniky, kdy se turisté zúčastňují atraktivních činností jako myslivost, honitba, jezdecká škola, rybolov, tedy činností přirozeně vyplývající ze zemědělského hospodaření a tradičního vztahu zemědělce k přírodě, nebo na něj organicky navazující.

## Použití
Součást trávení volného času, zdroj příjmů z turistiky v oblastech bez kulturních památek (mimo folklór) a v lidmi silně ovlivněné přírodě.